# Даніель Карлсон Соландер
Даніель Карлсон Соландер (швед. Daniel Carl Solander, 19 лютого 1733 — 13 травня 1782) — шведський ботанік та зоолог, натураліст, один з «апостолів Ліннея», учасник першої подорожі Джеймса Кука (1728–1771). Винахідник коробки для зберігання архівних документів.

## Біографія
Народився у місті Пітео 19 лютого 1733.
У 17 років вступив до Упсальського університету, де вивчав ботаніку під керівництвом видатного натураліста Карла Ліннея, був одним з улюблених його учнів та жив у нього вдома. Соландер також був студентом шведського вченого Юхана Готтшалька Валлеріуса.
У 1760 за рекомендацією Ліннея виїхав до Англії.
У 1768–1771 разом із англійським ботаніком Джозефом Бенксом брав участь у першій навколосвітній подорожі Джеймса Кука. Соландер разом із Бенксом описали тисячі нових видів рослин та тварин (у тому числі і комах), насамперед із південної частини Тихого океану, Австралії та Новій Зеландії.
У 1772 Бенкс та Соландер здійснили ще одну спільну подорож — у Ісландію.
Помер у Лондоні 13 травня 1782.

## Наукова діяльність
Даніель Соландер як ботанік спеціалізувався на водоростях та на насіннєвих рослинах.

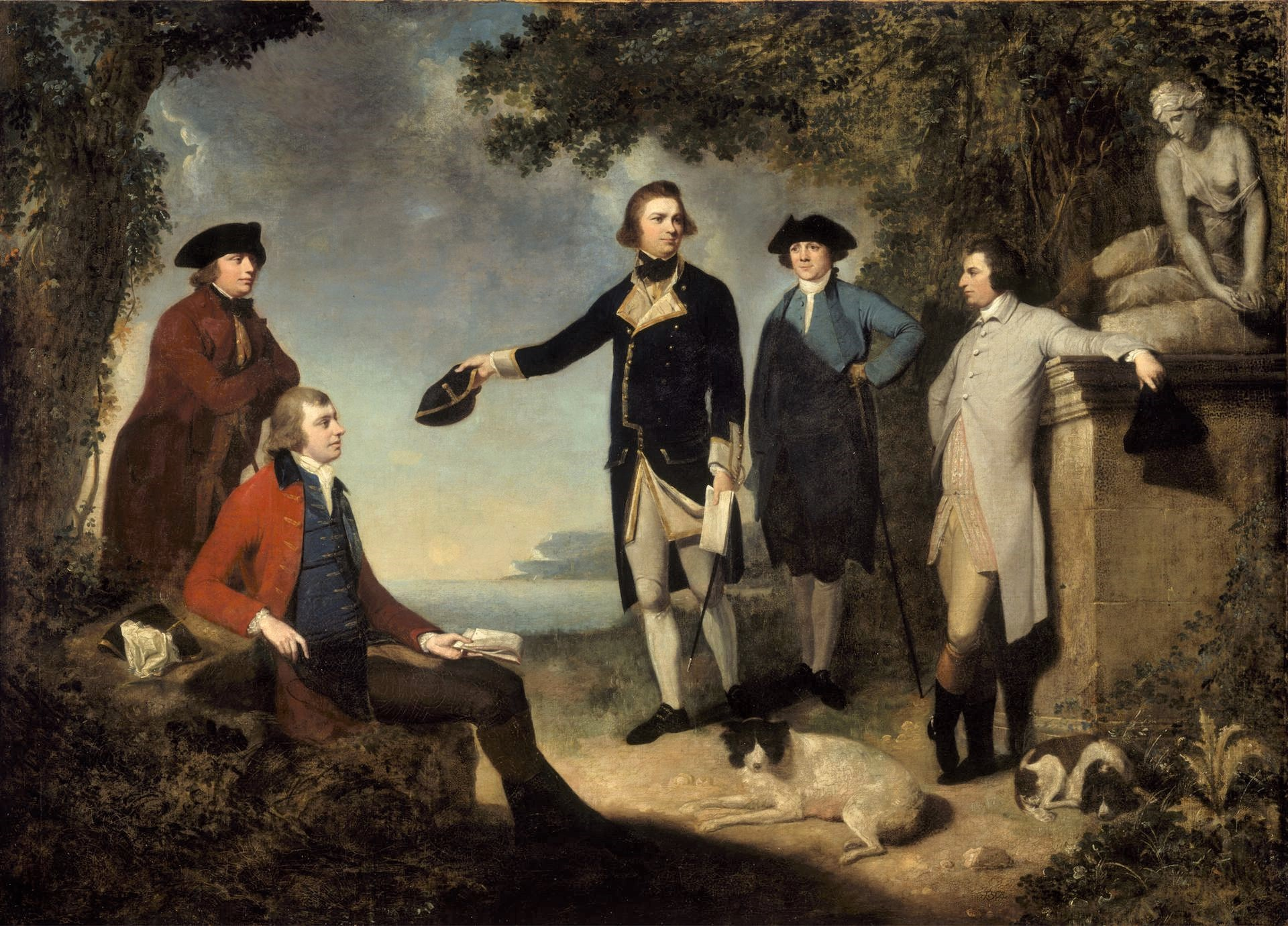
Даніель Соландер (крайній ліворуч) разом із Джозефом Бенксом (сидить ліворуч) супроводжують Джеймса Кука (по центру) під час подорожі у Австралію. Картина, 1771

## Наукові праці
- Illustration of the botany of Captain Cook's voyage round the world in HMS ‚Endeavour‘ in 1768–1771. 1900–1905 (опубліковано посмертно).
- The Natural History of Many Curious and Uncommon Zoophytes, Collected by the late John Ellis. 1786 (опубліковано посмертно).

## Почесті
На честь Даніеля Соландера було названо рід квіткових рослин Solandra Kuntze з родини Пасльонові.
На його честь були також названі такі види рослин:
- Pleiogynium solandri (Benth.) Engl.[10]
- Geissospermum solandri Miers[11]
- Astelia solandri A.Cunn.[12]
- Funckia solandri Kuntze[13]
- Aster solandri E.Forst. ex Forbes[14]
- Lepidium solandri Kirk[15]
- Crantzia solandri Vahl ex Baill.[16]
- Carex solandri Boott[17]
- Fagus solandri Hook.f.[18]
- Nothofagus solandri (Hook.f.) Oerst.[19]
- Rhabdothamnus solandri A.Cunn.[20]
- Alypum solandri Hort. ex Steud.[21]